# 交渉人 (小説)
『交渉人』（こうしょうにん）は、五十嵐貴久による日本の推理小説。2003年に新潮社より刊行された。
2003年8月17日にWOWOWのドラマWで、2005年3月26日にはテレビ朝日の土曜ワイド劇場枠でテレビドラマ化された。

## あらすじ
3人組のコンビニ強盗が、総合病院である小出病院に、50人近い人質を盾に立て籠もる。ネゴシエーターの技術を持つ石田修平警視正は、犯人グループの長との電話での交渉で巧みに誘導し、人質を1人また1人と解放させていく。一連の事件は突発的な殺人との予測で解決間近に思われたが、次第に警察側には思いもよらぬ展開になって行く。

## 登場人物
石田 修平 (39)
主人公。警視正。特殊捜査班一課課長兼係長代理。小出病院立てこもり事件（以下事件に省略）の現場責任者。様々な事件で神がかり的な功績は現場でも有名で尊敬されている。なによりも人質を第一に考えるため、犯人との交渉でもうまく人質を解放させるよう誘導する。
遠野 麻衣子 (29)
警部。高輪署の経理課に勤めている。元々は石田の下で働いておりネゴシエーターとしてのノウハウを学んでいるが、現在はデスクワークが主な仕事となっている。コンビニ強盗が病院に立てこもった際、一時的ながら石田の代理で現場責任者となる。
第2作目（スピンオフ作）『交渉人 遠野麻衣子・最後の事件』の主人公。
安藤
警部補。見た目50代後半。品川署の刑事課に勤めている。事件の際、現場に派遣される。主に石田や遠野の話し相手。遠野や石田との会話時に読者にネゴシエーターの特徴を説明も含ませている。
金本
参事官。本庁に勤めている。現場での経験が少なく石田の交渉法に不信感をあらわにすることもある。官僚質の人間であるため石田と犬猿の仲まではいかないが、馬があわない。
コシノ
コンビニ強盗三人組のリーダー格。暴力的な性格ではあるが石田に対し会話を行い交渉を行う。

## 書誌情報
- 単行本：2003年1月22日発売、新潮社、ISBN 978-4-10-457801-6
- 文庫本：2006年4月13日発売、幻冬舎文庫、ISBN 4-344-40763-6

## テレビドラマ

### 2003年版（WOWOW）
2003年8月17日、WOWOWのドラマWの第5弾としてドラマ化された。
ギャラクシー賞テレビ部門8月度月間賞受賞、第41回ギャラクシー賞奨励賞受賞。
キャスト
- 石田 修平 - 三上博史
- 遠野 麻衣子 - 鶴田真由
- 安藤靖隆 - 佐野史郎
- 石田響子 - 中村久美
- 金本勇夫 - 石橋蓮司
- 長谷川 - 伊武雅刀
- 戸井田雄一 - 小木茂光
- 左時枝
- 遠藤憲一
- 田中要次
- 翁華栄、緋田康人、石山雄大、鶴岡修、辻井啓伺、渡洋史、真下有紀 ほか

スタッフ
- 原作 - 五十嵐貴久『交渉人』（新潮社）
- 監督 - 三池崇史
- 脚本 - 山田耕大、NAKA雅MURA
- 主題歌 - 吉川晃司「Milky Way」
- 音楽 - 遠藤浩二
- 撮影 - 田中一成
- 照明 - 三重野聖一郎
- 美術 - 稲垣尚夫
- 編集 - 島村泰司
- 特殊メイク - 松井祐一
- CG - OLM Digital
- 制作協力 - エクセレントフィルム
- プロデューサー - 濱野隆（WOWOW）、小林壽夫（エクセレントフィルム）
- 制作著作 - WOWOW

### 2005年版（テレビ朝日）
2005年3月26日、テレビ朝日の土曜ワイド劇場の特別企画として「“交渉人”」のタイトルでドラマ化された。
新聞のラテ欄での宣伝コピーは「ER救命病棟立てこもり犯を説得せよ! 拉致患者47名の命は三億円　衝撃の罠が仕掛けられた!?」。
キャスト
- 石田 修平（警視正） - 椎名桔平
- 遠野 麻衣子（警部） - 永作博美
- 安藤（警部補） - 竜雷太
- 戸井田（刑事） - 平賀雅臣
- 金本（参事官） - 矢島健一
- 長谷川（警護課長） - 西岡徳馬
- 犯人グループ
  - 越野 - 内藤剛志
  - 小宮 - 橋本さとし
  - 永井 - 東根作寿英

- 小出 伸明 - 中丸新将
- 中山 暁美 - 朝加真由美
- 小出 陽一 - 山崎樹範

スタッフ
- 演出 - 松田秀知
- 脚本 - 佐伯俊道
- プロデューサー - 佐藤凉一（テレビ朝日）、松本基弘（テレビ朝日）、貸川聡子（共同テレビ）
- 制作 - テレビ朝日、共同テレビ